# NGC 3191
NGC 3191 este o galaxie spirală situată în constelația Ursa Mare. A fost descoperită în 5 februarie 1788 de către William Herschel. Se află la o distanță de 134 de megaparseci de Pământ.